# Mistrzostwa Śródziemnomorskie w Zapasach 2010
I Mistrzostwa śródziemnomorskie w zapasach w rozgrywane były w Stambule, między 7 a 9 maja 2010 roku. W zawodach brało udział 140 zapaśników z czternastu krajów.

## Tabela medalowa
Gospodarz zawodów został zaznaczony kolorem.
| Poz. | Państwo   |    |    |    | Łącznie |
| ---- | --------- | -- | -- | -- | ------- |
| 1    | Turcja    | 15 | 8  | 10 | 33      |
| 2    | Francja   | 3  | 2  | 4  | 9       |
| 3    | Grecja    | 1  | 3  | 6  | 10      |
| 4    | Egipt     | 1  | 2  | 1  | 4       |
| 5    | Chorwacja | 1  | 1  | 2  | 4       |
| 6    | Włochy    | 0  | 2  | 2  | 4       |
| 7    | Serbia    | 0  | 1  | 2  | 3       |
| 8    | Monako    | 0  | 1  | 1  | 2       |
| -    | Syria     | 0  | 1  | 1  | 2       |
| 10   | Maroko    | 0  | 0  | 3  | 3       |
|      | Łącznie   | 21 | 21 | 32 | 74      |

## Rezultaty

### Mężczyźni

#### Styl klasyczny
| Konkurencja         | Złoto                  | Srebro              | Brąz                                          |
| Kategoria do 55 kg  | Ferhat Tekin           | Ayhan Karakuş       | Ivan Lončarić Mustafa Muhammad                |
| Kategoria do 60 kg  | Hasan Tahsin Özkul     | Sajjid Abd al-Munim | Kristijan Fris Emre Aslan                     |
| Kategoria do 66 kg  | Vasıf Arzumanov        | Danijel Janečić     | Artak Margaryan Aleksandar Maksimović         |
| Kategoria do 74 kg  | Neven Žugaj            | Petros Manulidis    | Khaled Al Othman Albish Mehmet Ali Küçükosman |
| Kategoria do 84 kg  | İlker Genel            | Adrian Mocanu       | Alexandros Pokilidis Aslan Atem               |
| Kategoria do 96 kg  | Muhammad Abd al-Fattah | Beniamino Scibilia  | Mahmut Alkan Jeorjos Kutsiumbas               |
| Kategoria do 120 kg | Atilla Güzel           | Miloš Spasić        | İsmail Güzel Marko Koščević                   |

#### Styl wolny
| Konkurencja         | Złoto             | Srebro              | Brąz                                |
| Kategoria do 55 kg  | Fatih Özdağ       | Berati Öztop        | Lokman Kaplanbaba Ghenadi Tulbea    |
| Kategoria do 60 kg  | Ersin Çetin       | Ghazwan Lazkani     | Abdi Zurnacı                        |
| Kategoria do 66 kg  | Mustafa Kaya      | Panagiotis Makrinas | Christophe Clavier Yakup Gör        |
| Kategoria do 74 kg  | Ayhan Sucu        | Ender Coşkun        | Maxime François Oleng Motsalin      |
| Kategoria do 84 kg  | İbrahim Bölükbaşı | Thomas Theodoroudis | Mustapha Khouili Erhan Cihangiroğlu |
| Kategoria do 96 kg  | Kenan Gör         | Fatih Yaşarlı       | Konstatin Aliosetskin               |
| Kategoria do 120 kg | Fatih Çakıroğlu   | Taha Akgül          | Efstatios Topalidis                 |

### Kobiety

#### Styl wolny
| Konkurencja        | Złoto                | Srebro               | Brąz               |
| Kategoria do 48 kg | Burcu Kebiç          | Filiz Çıkrıkçı       | Veronica Faccio    |
| Kategoria do 51 kg | Melek Atakol         | Anne Raissa Catienda | Siham Haja         |
| Kategoria do 55 kg | Tatiana Debien       | Dilek Atakol         | Hasnaa Haja        |
| Kategoria do 59 kg | Adeline Vescan       | Derya Yılmaz         | Sara da Col        |
| Kategoria do 63 kg | Agoro Papawasiliu    | Maria Diana          | Neslihan Ulusoy    |
| Kategoria do 67 kg | Burcu Örskaya        | Inas Mustafa Jusuf   | Şefika Ot          |
| Kategoria do 72 kg | Shéhérazade Bentorki | Cynthia Vescan       | Maria Luiza Wrioni |